# Paraleptophlebia bicornuta
Paraleptophlebia bicornuta är en dagsländeart som först beskrevs av Mcdunnough 1926.  Paraleptophlebia bicornuta ingår i släktet Paraleptophlebia och familjen starrdagsländor. Inga underarter finns listade i Catalogue of Life.